# 키카 판 에스
키카 판 에스(네덜란드어: Kika van Es, 1991년 10월 11일 ~ )는 네덜란드의 여자 축구 선수이다. 포지션은 수비수이며, 현재 AFC 아약스 프라우언 소속이다.

## 클럽 경력
올림피아 '18에서 선수 생활을 시작했으며 2008년에 에레디비시 프라우언 소속 클럽인 빌럼 II 프라우언으로 이적했다. 2010년에는 VVV 펜로 프라우언으로 이적했지만 2012년에 클럽이 해체되면서 PSV/FC 에인트호번으로 이적했다.
2016년에는 아킬레스 '29로 이적했고 2017년 6월 16일에는 FC 트벤터 프라우언으로 이적했다. 2018년에는 AFC 아약스 프라우언으로 이적했다.

## 국가대표 경력
2009년 11월 21일에 열린 벨라루스와의 경기에 처음 출전하면서 네덜란드 여자 축구 국가대표팀 선수로 데뷔했다. UEFA 여자 유로 2017에서는 6경기에 출전하면서 네덜란드의 우승을 견인했다.